# Dornier Do X

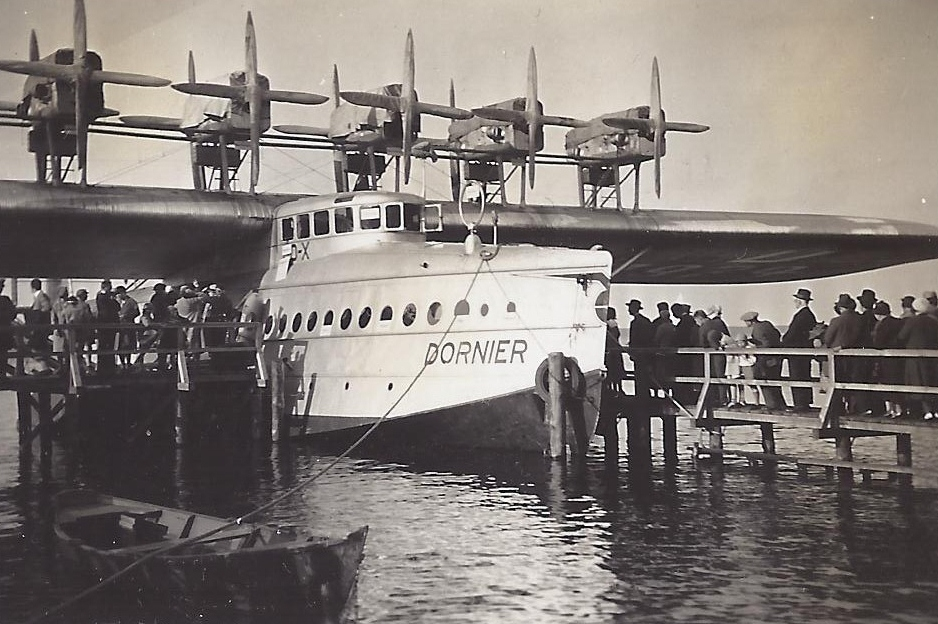
Do X – na jeziorze Müggelsee (Berlin – Niemcy) maj 1932

Dornier Do X – samolot pasażerski o konstrukcji łodzi latającej, wyprodukowany na przełomie lat 20. i 30. XX wieku przez niemieckie przedsiębiorstwo Dornier w trzech egzemplarzach.

## Historia
Prace nad samolotem rozpoczęły się pod koniec 1925 r., zaś pierwszy egzemplarz ukończono w czerwcu 1929 r. Był to podówczas największy i najcięższy samolot świata. Jego budowę sfinansowało niemieckie ministerstwo transportu, zaś prace konstrukcyjne prowadzono w specjalnie przygotowanym ośrodku w szwajcarskiej miejscowości Altenrhein nad Jeziorem Bodeńskim. Przeniesienie produkcji samolotu do Szwajcarii wynikało z chęci obejścia narzuconych Niemcom przez traktat wersalski ograniczeń odnośnie do osiągów konstrukcji lotniczych po I wojnie światowej.
Pierwszy lot odbył się 12 lipca 1929 roku z załogą złożoną z 14 osób. 21 października 1929 roku wykonany został lot ze 169 osobami na pokładzie w tym ze 150 pasażerami. Na początku 1930 roku Dornier planował produkcję i sprzedaż tego największego wówczas samolotu pasażerskiego do Stanów Zjednoczonych Ameryki. W tym celu została zaplanowana trasa promocyjna. Pod dowództwem Friedricha Christiansena Do X odbył trwającą od 3 listopada 1930 roku do 24 maja 1932 roku podróż poprzez Holandię, Wielką Brytanię, Francję, Hiszpanię i Portugalię, gdzie z powodu awarii podróż została wstrzymana na ponad 6 tygodni, Zielony Przylądek, Brazylię do USA. Do Nowego Jorku dotarł 27 sierpnia 1931 roku. Z powodów technicznych pobyt w Nowym Jorku trwał 9 miesięcy. Powrotna droga przebiegała przez Nową Fundlandię, Azory do Müggelsee w Berlinie, gdzie Christansen wraz z załogą przybyli 24 maja 1932 roku.
Od 6 do 13 lipca 1932 r. Do X przebywał w nieczynnym już wówczas porcie wodno-lotniczym w Górkach Wschodnich pod Gdańskiem. Łódź latająca została wówczas udostępniona do zwiedzania, a 12 lipca 1932 odbyła lot okrężny nad Sopotem.
Użytkowanie gotowego Do X z wielu przyczyn było dość kłopotliwe, m.in. z różnorakich powodów odnoszących się do kwestii bezpieczeństwa (liczne awarie i kłopoty techniczne), jak również niskiej opłacalności lotów tego samolotu.
W służbie niemieckiej pozostawał jeden egzemplarz Do X, natomiast dwa samoloty zbudowane zostały dla odbiorców włoskich.
Przewidywano, iż następcą Do X zostanie Do 20, jednak ostatecznie projektu tego nigdy nie zrealizowano.